# Croton velame
Croton velame är en törelväxtart som beskrevs av Johannes Müller Argoviensis. Croton velame ingår i släktet Croton och familjen törelväxter. Inga underarter finns listade i Catalogue of Life.